# Wisdom Kanu
Wisdom Uda Kanu (Lagos, 27 marzo 1994) è un calciatore nigeriano, attaccante dello Jerash.

## Carriera
Ha iniziato la sua carriera in patria nelle file dei Lagos Islanders. Nel settembre 2016 si trasferisce in Europa, quando firma con gli slovacchi dello Spišská Nová Ves, in seconda divisione. Dopo essere rimasto svincolato al termine della stagione, nel febbraio 2018 si è accasato all'Inter Bratislava, sempre nella seconda divisione slovacca. Nel mese di agosto viene ceduto in prestito allo ViOn Zlaté Moravce, formazione della massima serie locale, dove però il suo impiego è costituito a malapena da una presenza nella coppa nazionale. Rientrato anzitempo dal prestito a dicembre, nel gennaio 2019 viene acquistato a titolo definitivo dal Vranov nad Topľou. Dopo circa un anno trascorso nelle serie minori del campionato slovacco, il 1º febbraio 2020 si trasferisce al Poprad, nuovamente nella seconda divisione slovacca. Nel mese di luglio viene acquistato dallo Slavoj Trebišov, con cui al termine della stagione 2020-2021, colleziona un bottino di 28 presenze e 18 reti tra campionato e coppa. Nell'estate del 2021 va a giocare allo Zemplín Michalovce, nella massima serie slovacca.

## Statistiche

### Presenze e reti nei club
Statistiche aggiornate al 3 aprile 2022.
| Stagione        | Squadra            | Campionato      | Campionato | Campionato | Coppe nazionali | Coppe nazionali | Coppe nazionali | Coppe continentali | Coppe continentali | Coppe continentali | Altre coppe | Altre coppe | Altre coppe | Totale | Totale |
| Stagione        | Squadra            | Comp            | Pres       | Reti       | Comp            | Pres            | Reti            | Comp               | Pres               | Reti               | Comp        | Pres        | Reti        | Pres   | Reti   |
| --------------- | ------------------ | --------------- | ---------- | ---------- | --------------- | --------------- | --------------- | ------------------ | ------------------ | ------------------ | ----------- | ----------- | ----------- | ------ | ------ |
| set. 2016-2017  | Spišská Nová Ves   | 1L              | 7+3        | 2+0        | CS              | 0               | 0               |                    | -                  | -                  |             | -           | -           | 10     | 2      |
| feb.-giu. 2018  | Inter Bratislava   | 1L              | 6          | 0          | CS              | -               | -               |                    | -                  | -                  |             | -           | -           | 6      | 0      |
| ago.-dic. 2018  | ViOn Z.M.          | SL              | 0          | 0          | CS              | 1               | 0               |                    | -                  | -                  |             | -           | -           | 1      | 0      |
| feb.-giu. 2020  | Poprad             | 1L              | 0+2        | 0          | CS              | 1               | 0               |                    | -                  | -                  |             | -           | -           | 3      | 0      |
| 2020-2021       | Slavoj Trebišov    | 1L              | 27         | 18         | CS              | 1               | 0               |                    | -                  | -                  |             | -           | -           | 28     | 18     |
| 2021-2022       | Zemplín Michalovce | SL              | 21+4       | 2+1        | CS              | 2               | 1               |                    | -                  | -                  |             | -           | -           | 27     | 4      |
| Totale carriera | Totale carriera    | Totale carriera | 70         | 23         |                 | 5               | 1               |                    | -                  | -                  |             | -           | -           | 75     | 24     |